# حركة الليسيوم

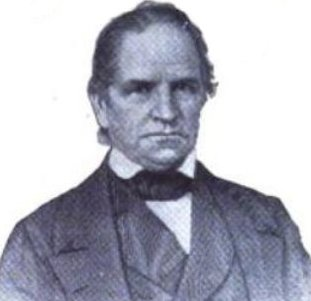

مثلت حركة الليسيوم في الولايات المتحدة اتجاهًا في فن العمارة، وقد استوحى الاسم (أو على الأقل أُطلق على اسم) مدرسة الليسيوم التي التحق بها أرسطو في اليونان القديمة. (وقد كانت مدرسة الليسيوم خارج أثينا حيث تعلم بها من 335 إلى 332 قبل الميلاد.)
وقد ازدهرت الليسيوم - فيما يتعلق بالمؤسسات التي تمول البرامج العامة ووسائل الترفيه - في منتصف القرن التاسع عشر، وخاصة في الشمال الشرقي والغرب الأوسط، وبعضها ظل قائمًا حتى بداية القرن العشرين.
ولا يزال العديد من القاعات التي تلقى فيها المحاضرات وتعقد بها الحفلات الموسيقية والبرامج المماثلة، والتي يطلق عليها «الليسيوم» موجودة إلى يومنا هذا.

## الغرض
ازدهرت منظمات الليسيوم، ومعاهد الميكانيكا، ومنظمات الزراعة في الولايات المتحدة قبل الحرب الأهلية وبعدها. وقد كانت لهذه المنظمات أهمية كبرى في تطوير تعليم الشباب في أمريكا. وأثناء هذه الفترة، تم إنشاء المئات من الجمعيات غير الرسمية بغرض تطوير النسيج المجتمعي والثقافي والأخلاقي للمجتمع. وقد ساهمت حركة الليسيوم من خلال المحاضرات والعروض المسرحية والتعليم المدرسي وحلقات النقاش التي كانت تعقدها بشكل كبير في تعليم الشباب الأمريكي في القرن التاسع عشر، وقدمت إطار عمل ثقافي للعديد من المجالات المؤثرة. وقد سافر المحاضرون المتميزون وفرق الترفيه والقراء في «دائرة الليسيوم» منتقلين من مدينة إلى أخرى أو من ولاية إلى أخرى للترفيه أو إلقاء الخطب أو عقد المناقشات في العديد من المواقع.

## الأصول
تأسست أول منظمة ليسيوم أمريكية، وهي «الفرع رقم واحد لليسيوم الأمريكي في ملبري» على يد جوشيا هولبروك في عام 1826. وكان هولبروك محاضر متنقل ومعلم مؤمن بأن التعليم تجربة تستمر مدى الحياة، وقرر تأسيس منظمة الليسيوم الوطني الأمريكي التي ستتبنى هذه الطريقة في التدريس. وقد تبنى تربويون آخرون طريقة الليسيوم ولكن لم يكن لديهم أي اهتمام بوضعها في الشكل التنظيمي لها، لذا فشلت هذه الفكرة في النهاية.

## ذروة نجاح الحركة
حققت حركة الليسيوم ذروة شهرتها وانتشارها في حقبة ما قبل الحرب. حيث تم تأسيس مقرات الليسيوم في جميع أنحاء البلاد، وقد وصلت إلى فلوريدا وديترويت. وأيد الفلاسفة الروحيون مثل رالف والدو إمرسون، وهنري ديفيد ثورو الحركة وألقوا محاضرات في العديد من مقرات الليسيوم. وعندما كان أبراهام لينكولن شابًا فتيًا، ألقى خطابًا في إحدى قاعات الليسيوم في سبرنج فيلد، إلينوي.

## الليسيوم كوسيلة للترفيه
بعد الحرب الأهلية الأمريكية، استخدمت الليسيوم بشكل متزايد كملتقى لفنون الترفيه المتنقلة، مثل الفودفيل والعروض الغنائية. ومع ذلك، ظلت تستخدم للخطب العامة، وقد قام العديد من الرموز العامة المشهورة مثل سوزان أنتوني، وإليزابيث كادي ستانتون، وفيكتوريا وود هول، وأنا ديكنسون، ومارك توين، وويليام لويد جاريسون بإلقاء خطب في قاعات الليسيوم في أواخر القرن التاسع عشر.

## كتابات أخرى
- Ray, Angela G. The Lyceum and Public Culture in the Nineteenth Century United States. E. Lansing: Michigan State University Press, 2005.
- Powell, E. P., “The Rise and Decline of the New England Lyceum”, The New England Magazine, Vol. 17, No. 6 (February 1895), pp. 730–739.
- A.A. Wright، المحرر (1906)، Who's who in the lyceum، Philadelphia: Pearson brothers، مؤرشف من الأصل في 2017-02-03

## وصلات خارجية
- The Lyceum Site at Assumption College